# Arbeitgeberverband Mittelständischer Personaldienstleister
Der Arbeitgeberverband Mittelständischer Personaldienstleister e. V. (AMP) war bis zu seiner Fusion mit dem Bundesverband Zeitarbeit Personal-Dienstleistungen (BZA) zum Bundesarbeitgeberverband der Personaldienstleister (BAP) im Frühjahr 2011 einer von drei großen Arbeitgeberverbänden der Zeitarbeitsbranche neben dem Bundesverband Zeitarbeit Personal-Dienstleistungen und dem iGZ – Interessenverband Deutscher Zeitarbeitsunternehmen. 
Seinerseits war der AMP aus der Fusion der beiden Verbände Mittelstandsvereinigung Zeitarbeit (MVZ) und Interessengemeinschaft Nordbayerischer Zeitarbeitsunternehmen (INZ) entstanden.
Der Verband vertrat die Interessen von rund 1.000 kleineren und mittelständischen Mitgliedsunternehmen gegenüber Politik, Medien und Öffentlichkeit.
Der Verband schloss Tarifverträge nur mit den so genannten christlichen Gewerkschaften, nicht jedoch mit den mitgliederstärkeren DGB-Gewerkschaften. Die dabei mit der Tarifgemeinschaft Christlicher Gewerkschaften für Zeitarbeit und PersonalService-Agenturen (CGZP) geschlossenen Verträge waren jedoch wegen der mangelnden Tariffähigkeit der CGZP nichtig.